# La Ceja
La Ceja – miasto w Kolumbii, w departamencie Antioquia.